# Мариупольский 4-й гусарский полк

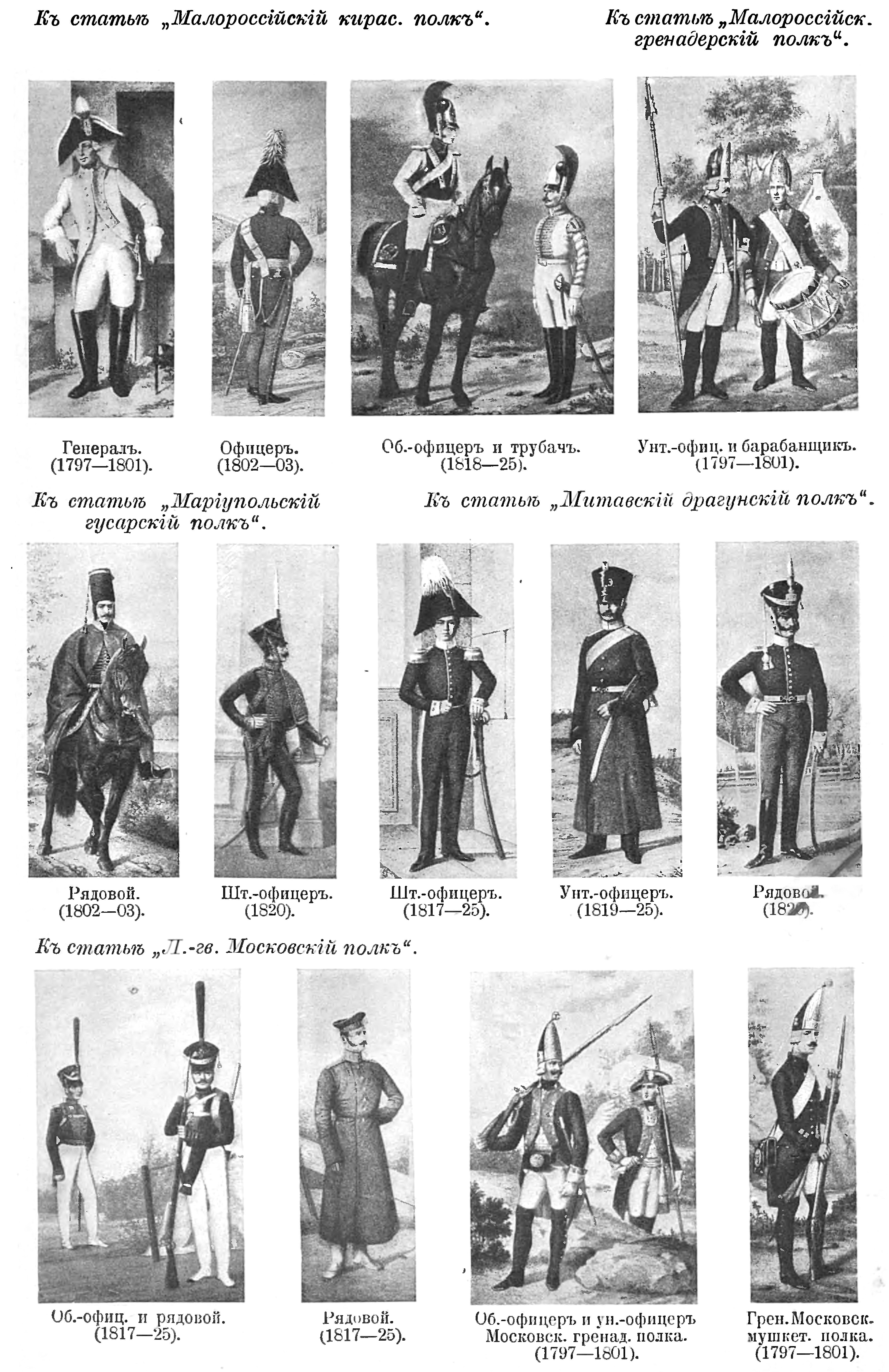
Рис. из «Военной энциклопедии»

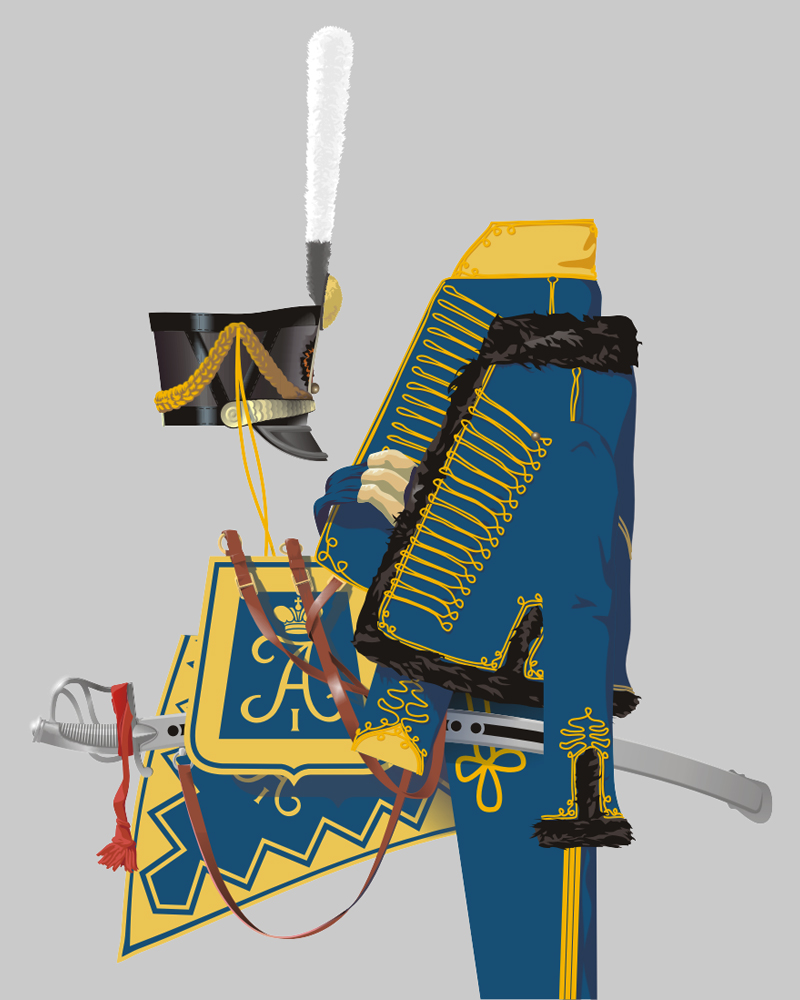
Полная форма одежды рядового (гусара) Мариупольского гусарского полка, образца 1812 года: доломан, ментик, шарф, чакчиры, кивер, вальтрап, ташка и сабля.

Мариу́польский 4-й гуса́рский полк (ранее Мариупольский легкоконный полк) — кавалерийский полк Русской императорской армии.
Старшинство полка: 27 октября 1748 года. Полковой праздник: 9 мая, день перенесения мощей Святого Николая Чудотворца. С 1875 года по 1918 год полк входил в состав 4-й кавалерийской дивизии. С 28 апреля 1915 года именовался как 4-й гусарский Мариупольский императрицы Елизаветы Петровны полк.
Место дислокации формирования, годы:
- 1820 — село Григорьевка Александровского уезда[1]
- 1903 — 1914 — Белосток Гродненской губернии.

## История

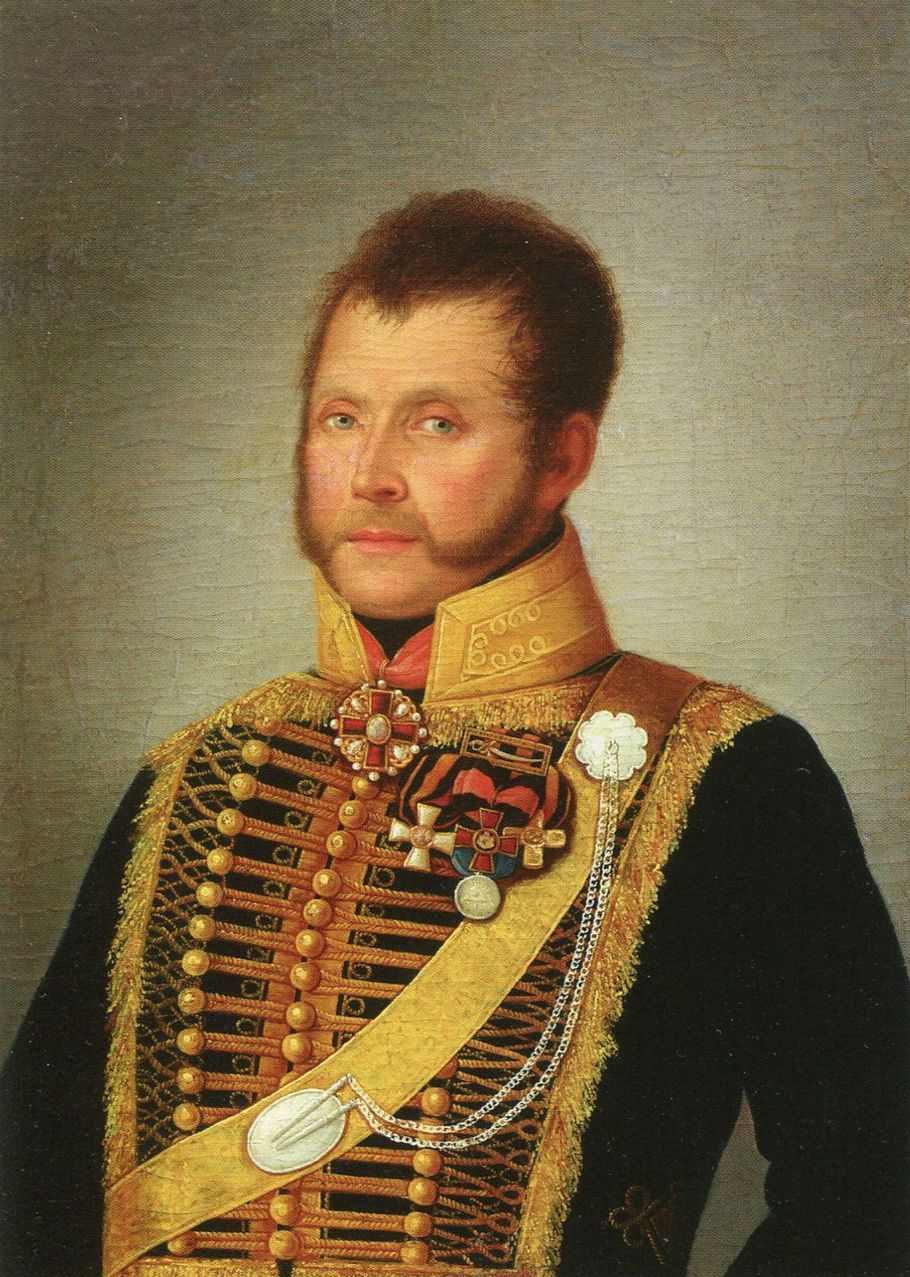
Портрет полковника Мариупольского гусарского полка Ивана Васильевича Павлищева работы неизвестного художника, 1814-1815 гг.

### Имперский период
В Бахмутской провинции 27 октября 1748 года по Высочайшему повелению из Бахмутских, Горских и Маяцких казаков был сформирован Бахмутский казачий полк. Его основной задачей в тот период была защита южнорусских земель от набегов кочевников. 11 июня 1764 года казачий полк переформирован в пикинёрный и наименован Луганским, и в 1769 году принял участие в военных действиях против татар в Крыму.
28 июня 1783 года Луганский и Полтавский пикинёрные полки были соединены в один полк, шестиэскадронного состава, который был наименован как Мариупольский легкоконный полк.
- 29 ноября 1796 — приведён в состав 10 эскадронов, присоединены команды Херсонского легкоконного и Таврического конно-егерского полков, наименован Гусарским генерал-майора Боровского полком.
- 16 октября 1797 — гусарский генерал-майора князя Багратиона полк.
- 23 сентября 1798 — гусарский генерал-майора князя Кекуатова полк.
- 20 июня 1799 — гусарский генерал-майора графа Витгенштейна полк.
- 1 января 1801 — гусарский генерал-майора Мелиссино полк.
- 29 марта 1801 — Мариупольский гусарский полк.
- 27 декабря 1812 — приведён в состав шести действующих и одного запасного эскадронов.
- 28 января 1826 — гусарский генерала от кавалерии графа Витгенштейна полк.
- 22 августа 1826 — гусарский фельдмаршала графа Витгенштейна полк.
- 21 марта 1833 — к полку присоединён 2-й дивизион упразднённого Дерптского конно-егерского полка, ставшего 4-м дивизионом; одновременно передана половина Серебряных труб, пожалованных Дерптскому конно-егерскому полку в 1816 году.
- 16 июня 1834 — гусарский фельдмаршала князя Витгенштейна полк.
- 7 июня 1843[4] — Мариупольский гусарский полк.
- 30 июля 1843 — гусарский Его Высочества принца Фридриха Гессен-Кассельского полк.
- 10 марта 1857 — гусарский Мариупольский Его Высочества принца Фридриха Гессен-Кассельского полк.
- 25 марта 1864 — 4-й гусарский Мариупольский Его Высочества принца Фридриха Гессен-Кассельского полк.
- 1 июля 1867 — 4-й гусарский Мариупольский Его Высочества ландграфа Фридриха Гессенского полк.
- 18 августа 1882 — 12-й драгунский Мариупольский Его Королевского Высочества ландграфа Фридриха Гессенского полк.
- 11 августа 1883 — полк приведен в 6-эскадронный состав, запасный эскадрон обращен в отделение кадра № 4 кавалерийского запаса.
- 10 октября 1884 — 12-й драгунский Мариупольский полк.
- 25 марта 1891 — 12-й драгунский Мариупольский генерал-фельдмаршала князя Витгенштейна полк.
- 6 декабря 1907 — 4-й гусарский Мариупольский генерал-фельдмаршала князя Витгенштейна полк.
- 9 Февраля 1913 — командир Мариупольского полка полковник Н. В. Кириллов обратился с просьбой вернуть полку ментики, имя Елизаветы Петровны и вензеля с её именем.
- 28 апреля 1915 — 4-й гусарский Мариупольский императрицы Елизаветы Петровны полк.
- 1917 — самораспустился в городе Верро.

### Групповой портрет
В Мариупольском гусарском полку в году Первой мировой войны проходил службу художник Василий Шухаев. Им были созданы портреты практически всех офицеров полка (всего — свыше 50), послужившие затем основой для картины «Полк на позициях» (1916-1917; не окончена, хранится в Государственном Русском музее). Портреты, послужившие основой для данной картины, хранятся частью также в Государственном Русском музее, частью в ГМИИ им. А. С. Пушкина в Москве.

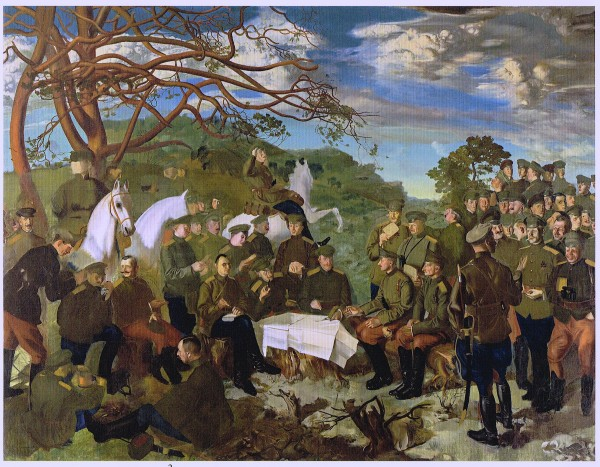
Василий Шухаев. Мариупольский 4-й гусарский полк на позициях.

### Белое движение
- 26 августа 1919 — Приказом атамана Великого войска Донского генерал-лейтенанта Богаевского возрождён под именем Мариупольский гусарский императрицы Елисаветы Петровны полк в составе четырёх эскадронов.
- 15 декабря 1919 — В бою в районе Покровского был разбит ударной группой Городовикова в составе Первой Конной Армии в ходе Харьковской операции советских войск[5].
- Июнь 1920 — В деревне Софиевке приказом генерала Врангеля переформирован в дивизион 4-го Мариупольского гусарского императрицы Елисаветы Петровны полка и вошёл в состав 4-го кавалерийского полка пятым и шестым эскадронами.
- 1 ноября 1920 — Эвакуируется из Ялты на пароход «Русь».
- 8 ноября 1920 — Прибыл в Галлиполи.
- 12 ноября 1920 — Переформирован в 5-й эскадрон 3-го кавалерийского полка с сохранением названия.
- Лето 1921 — На пароходе «Керасунд» отправляется в Сербию для несения пограничной стражи на итальянской границе.
- 10 июня 1921 — Приказом генерала Миллера учреждено «Единение 4 гусарского Мариупольского императрицы Елисаветы Петровны полка».

## Форма одежды

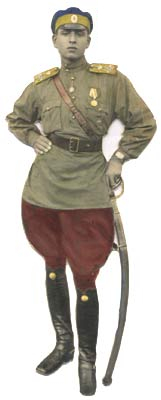
Корнет А.Стацевич, 4 Гусарский Мариупольский полк, 1923 г., Югославия. Архив автора

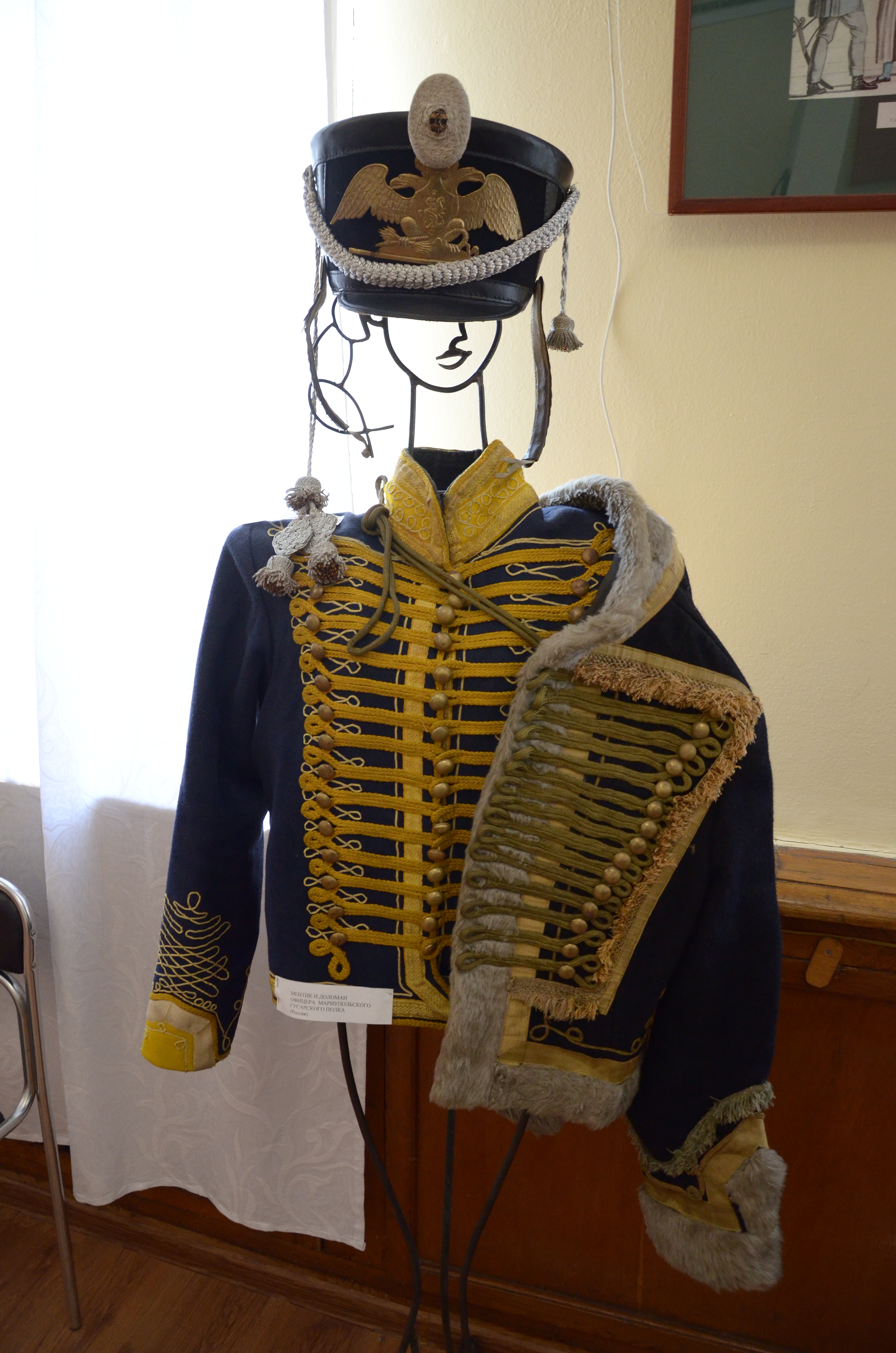
Ментик, доломан и кивер офицера Мариупольского гусарского полка (кивер не Мариупольского полка).
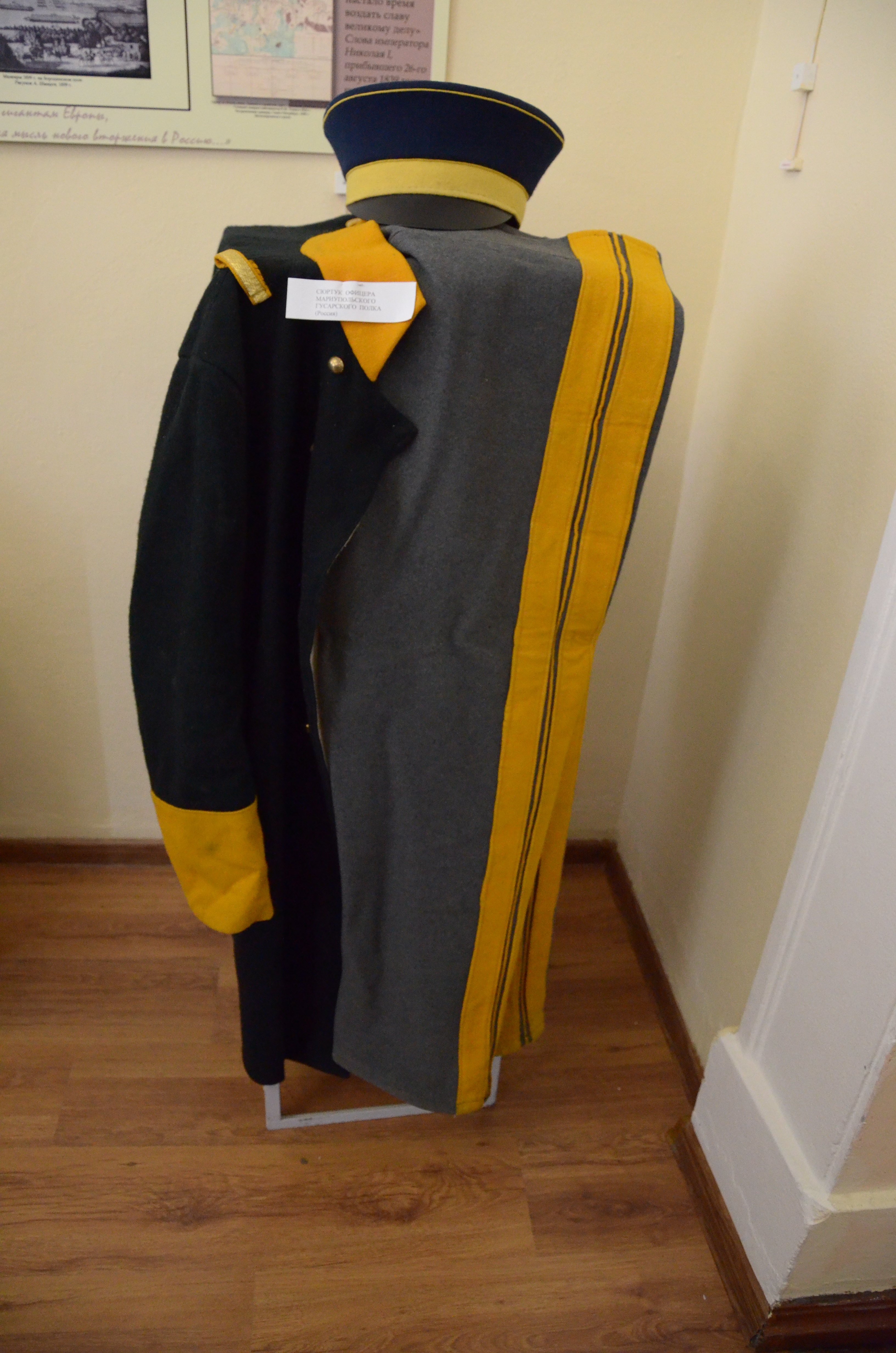
Сюртук и походные рейтузы офицера Мариупольского гусарского полка
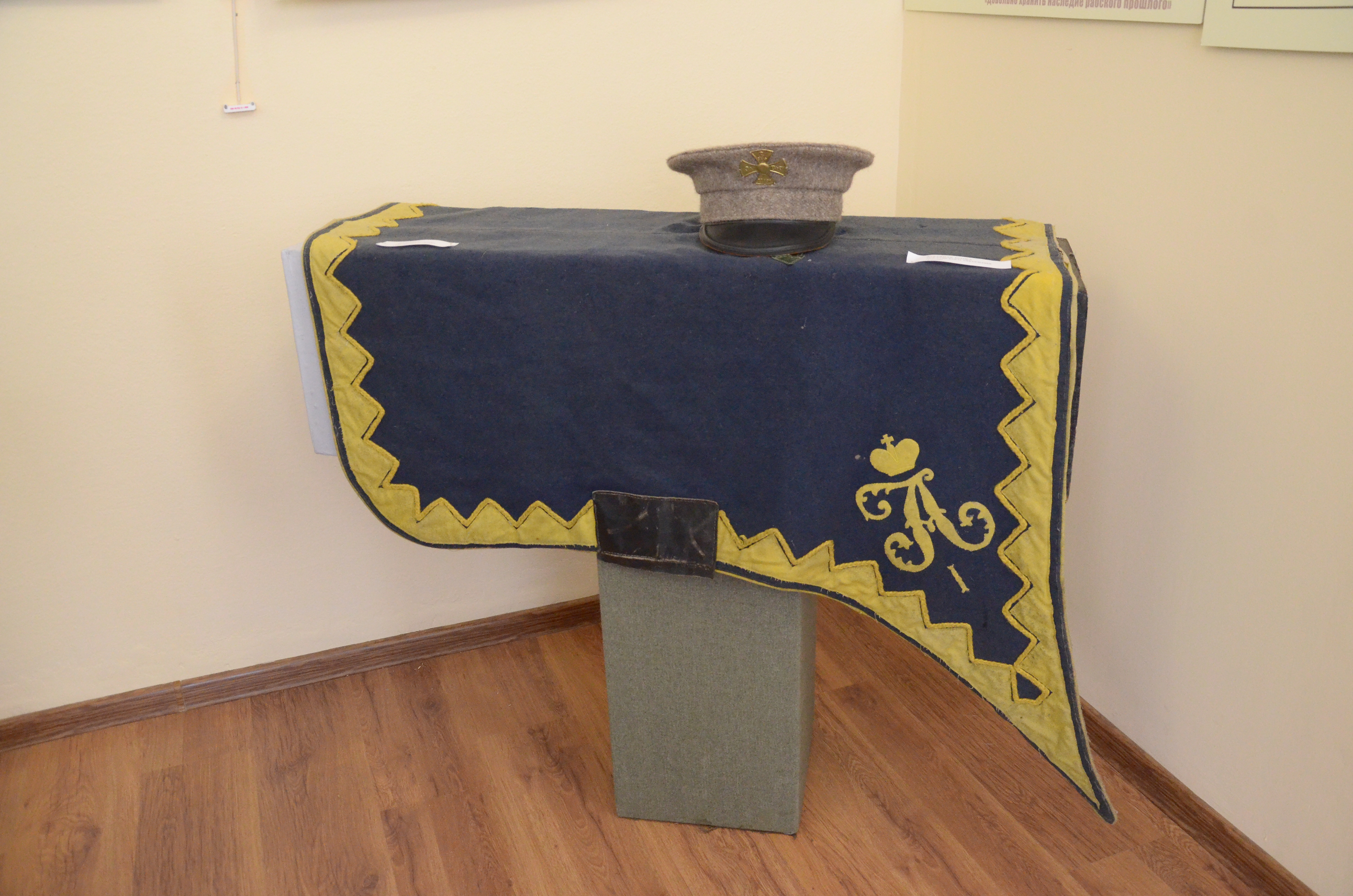
Вальтрап Мариупольского гусарского полка

### 1914 года
Общегусарская. Доломан, тулья, клапан — пальто, шинели — тёмно-синий, шлык, околыш, погоны, варварки, выпушка — жёлтый, металлический прибор — золотой.

## Флюгер
Флюгер, имел цвета: верх — жёлтый, полоса — жёлтый, низ — тёмно-синий.

## Шефы
Шефы или почётные командиры формирования: 
- 29.11.1796—16.10.1797 — генерал-майор Боровский, Фёдор Артемьевич
- 16.10.1797—23.09.1798 — генерал-майор Багратион, Кирилл Александрович
- 23.09.1798—20.06.1799 — генерал-майор князь Кекуатов, Андрей Иванович
- 20.06.1799—01.01.1801 — граф Витгенштейн, Пётр Христианович
- 01.01.1801—01.01.1802 — генерал-майор Мелиссино, Алексей Петрович
- 01.01.1802—29.10.1807 — граф Витгенштейн, Пётр Христианович
- 09.11.1807—12.07.1810 — генерал-майор (с 01.07.1810 генерал-адъютант) барон Меллер-Закомельский, Егор Иванович
- 08.01.1826—07.06.1843 — граф (с 07.05.1834 светлейший князь) Витгенштейн-Сайн-Берленбург, Петр Христианович
- 30.07.1843—10.10.1884 — Его Светлость Принц Фридрих Гессен-Кассельский (с 1867 Его Высочество Ландграф Фридрих Гессенский)
- 13.11.1861—15.02.1869 — генерал от кавалерии барон Оффенберг, Иван Петрович (2-й шеф)

## Командиры
- хх.хх.1783 — хх.хх.1784 — бригадир Кутузов, Михаил Илларионович
- 22.05.1785 — хх.хх.1787 — бригадир Рибас, Осип Михайлович
- хх.хх.1789 — хх.хх.хххх — полковник Головин, Николай Николаевич[6]
- 01.01.1793 — 15.09.1797 — полковник Анненков, Евграф Александрович
- 15.09.1797 — 20.08.1798 — полковник Чорба, Иван Фёдорович
- 20.08.1798 — 23.09.1798 — полковник князь Кекуатов, Андрей Иванович
- 25.01.1799 — 02.10.1799 — полковник Телепнев, Иван Иванович
- 11.11.1799 — 28.07.1800 — полковник Климовский, Николай Васильевич
- 16.08.1800 — 20.07.1802 — полковник Мещеряков, Григорий Иванович
- 20.07.1802 — 18.12.1803 — полковник Борщов, Михаил Андреевич
- 14.03.1804 — 05.03.1806 — полковник Ласкин, Алексей Андреевич
- 29.03.1806 — 08.03.1810 — полковник Парадовский, Феликс Осипович
- 19.07.1810 — 20.01.1812 — полковник Клебек, Егор Ермолаевич
- 20.01.1812 — 29.08.1814 — полковник (с 21.05.1813 генерал-майор) Вадбольский, Иван Михайлович
- 29.08.1814 — 01.06.1815 — полковник Клебек, Егор Ермолаевич
- 01.06.1815 — 30.08.1822 — полковник Дымчевич, Пётр Степанович
- 17.10.1823 — 10.01.1826 — полковник Снарский, Константин Станиславович
- 10.01.1826 — 06.12.1827 — полковник Кизмер, Иван Иванович
- 06.12.1827 — 09.11.1828 — подполковник (с 22.05.1828 полковник) барон Корф 2-й
- 09.11.1828 — 07.04.1835 — полковник Арсеньев, Иван Алексеевич
- 21.04.1835 — 25.10.1846 — подполковник (с 08.06.1835 полковник, с 25.06.1845 генерал-майор) Богушевский, Василий Дмитриевич
- 25.10.1846 — 07.05.1847 — полковник (с 06.12.1846 генерал-майор) Яфимович, Александр Матвеевич
- 07.05.1847 — 19.06.1851 — полковник Манкошев, Иван Николаевич
- 19.06.1851 — 05.05.1856 — полковник (с 27.03.1855 генерал-майор) Решетилов, Константин Фёдорович
- 05.05.1856 — 17.04.1860 — флигель-адъютант полковник барон фон Тетенборн, Александр Карлович
- 19.04.1860 — 01.01.1864 — полковник Гельфрейх, Егор Борисович
  - хх.хх.1863 — хх.хх.1864 — командующий подполковник Ольдекоп, Вильгельм Карлович
- 11.01.1864 — 09.03.1866 — полковник Семирадский, Ипполит Ялитерович
- 09.03.1866 — 30.08.1867 — флигель-адъютант полковник Ромейко-Гурко, Иосиф Владимирович
- 30.08.1867 — 27.07.1875 — флигель-адъютант полковник Павленков, Гавриил Емельянович
- 27.07.1875 — 22.07.1876 — полковник Филипов, Лев Иванович
- 22.07.1876 — хх.хх.1877 — полковник фон Эксе, Владимир Карлович
- хх.08.1877 — хх.хх.1878 — флигель-адъютант полковник граф Штакельберг, Оттон Оттонович
- 01.03.1878 — 02.02.1885 — полковник Ивашкин, Владимир Николаевич
- 02.02.1885 — 26.12.1890 — полковник Генрици, Вильгельм Александрович
- 26.12.1890 — 27.01.1893 — полковник Плеве, Павел Адамович
- 27.01.1893 — 25.01.1900 — полковник Крыжановский, Дмитрий Викторович
- 28.01.1900 — 18.06.1904 — полковник Горчаков, Александр Николаевич
- 18.06.1904 —22.12.1906 — полковник Фельдман, Эспер Александрович
- 12.01.1907 — 17.03.1908 — полковник Плаутин, Николай Сергеевич
- 17.04.1908 — 30.08.1912 — полковник Красовский, Александр Аполлинариевич
- 30.09.1912 — 21.09.1914[7] — полковник Кириллов, Николай Васильевич
- хх.хх.1914 — вр.и.о. (?) подполковник Стегман, Вацлав Иванович
- 18.10.1914 — 14.01.1915 — полковник Богаевский, Африкан Петрович
- 16.01.1915 — 15.01.1916 — полковник Чеснаков, Пётр Владимирович
- 27.01.1916 — 12.05.1917 — полковник Петерсон, Вольдемар-Александр Карлович
- 12.05.1917 — хх.хх.хххх — полковник Прокопович, Анатолий Алексеевич

## Боевые награды
- Георгиевский полковой штандарт за турецкую войну 1877—1878 гг.;
- 27 серебряных труб за 1812 год и 8 серебряных труб за отличия в сражениях при Лейпциге (1813 год), и Фер-Шампенуазе (1814 год);
- Знаки на шапки за отличие в сражении при Кацбахе (14 августа 1813 года)